# Венцеслав Попдимитров
Венцеслав Попдимитров Давидов (изписване до 1945 година: Венцеславъ попъ Димитровъ Давидовъ) е български общественик от Македония.

## Биография
Венцеслав Попдимитров е роден на 27 май 1881 година в Крива паланка, тогава в Османската империя, в семейството на Димитър Давидов. В 1900 година завърша с петнадесетия випуск Солунската българска мъжка гимназия. В 1904 година завършва математикиа и физика в Софийския университет. През Балканската война е доброволец в Македоно-одринското опълчение, в ларзарета на МОО. През 1927 година е председател на контролната комисия на Паланечкото благотворително братство.